# بين هاوس
بين هاوس (بالإنجليزية: Ben Hawes) هو لاعب هوكي الحقل بريطاني، ولد في 28 يوليو 1980.

## وصلات خارجية
- بين هاوس على موقع اللجنة الأولمبية الدولية (الإنجليزية)
- بين هاوس على موقع أوليمبيديا (الإنجليزية)
- بين هاوس على موقع اللجنة الأولمبية البريطانية (الإنجليزية)
- بين هاوس على موقع اتحاد ألعاب الكومنولث (مؤرشف) (الإنجليزية)